# Liste der Bodendenkmale in Schönfeld (Uckermark)
In der Liste der Bodendenkmale in Schönfeld (Uckermark) sind alle Bodendenkmale der brandenburgischen Gemeinde Schönfeld und ihrer Ortsteile aufgelistet. Grundlage ist die Veröffentlichung der Landesdenkmalliste mit dem Stand vom 31. Dezember 2020.
Die Baudenkmale sind in der Liste der Baudenkmale in Schönfeld (Uckermark) aufgeführt.

## Bodendenkmale
| Gemarkung      | Flur | Kurzansprache | Bodendenkmalnummer | Bemerkung | Bild |
| -------------- | ---- | --- | ------------------ | --------- | ---- |
| Klockow (Lage) | 1    | Siedlung Neolithikum, Einzelfund Bronzezeit, Hügelgrab Neolithikum, Siedlung Neuzeit, Siedlung deutsches Mittelalter | 140503             |           |      |
| Klockow (Lage) | 1    | Siedlung Neolithikum, Siedlung römische Kaiserzeit, Siedlung Eisenzeit                                               | 140652             |           |      |